# Neferhotep III.
Sekhemre Sankhtavi Neferhotep III. Ijkenofret je bil tretji ali četrti faraon  tebanske Šestnajste dinastije. Po mnenju egiptologov Kima Ryholta in Darrella Bakerja je vladal za Sobekhotepom VIII. Po Torinskem seznamu kraljev je vladal samo eno leto. Znan je predvsem z ene same stele iz Teb. Von Beckerath je v eni od svojih starejših študij Neferotepa VIII. umestil na konec Trinajste dinastije.

## Obseg vladanja
Na zelo poškodovani steli (Kairo JE 59635 [CG 20799]) Neferhotep III. Tebe večkrat imenuje »moje mesto« in sebe poveličuje z  »vodja zmagovitih Teb«. Stalno poudarjanje Teb Ryholt razume kot dejstvo, da je vladal samo v tebanski regiji. Baker k temu dodaja popolno pomanjkanje primarnih dokazov za faraone Šestnajste dinastije izven 200 km dolgega odseka Nila od Huja na severu do Edfuja na jugu. Izjemi sta faraona Bebiank in Nebirirav I. Domnevo, da je Neferhotep III. vladal samo v malo več kot tebanski regiji, utrjuje stela Neferhotepovega naslednika Mentuhotepija, na kateri Neferhotep izjavlja »Jaz sem kralj v Tebah, to je moje mesto«.

## Vladanje
Neferhotep III. na svoji tebanski steli poudarja svojo vlogo hranilca svojega ljudstva z izjavo, da je on tisti, ki »hrani svoje mesto in ga rešuje pred lakoto«. Izjava in njegovo prestolno ime Sekhemre Sanhktavi – Mogočnost Raja, ki hrani obe deželi, sta dokaj trden znak, da je Gornji Egipt v pozni Šestnajsti dinastiji trpel zaradi lakote. Podobno prestolno ime je privzel tudi faraon Senusret IV., ki je vladal v približno istem času. 
Neferhotep III. je bil zagotovo udeležen v obrambni vojni proti Hiksom iz Petnajste dinastije, ki so nazadnje preplavili državo Šestnajste dinastije. Neferhotep se na svoji steli hvali kot »tisti, ki dviguje svoje mesto, potopljeno v boju  s tujci«.
Zanimivo je, da je stela domnevno prvi predmet, na katerem je omenjana modra egipčanska krona kepreš. Neferhotep naj bi bil »okrašen s keprešem, živo podobo Raja, gospodarja terorja«.  Zaradi razlogov, ki jih je težko razumeti, je Neferhotep III. na steli omenjen tudi epiteto Ijkhernofret, napisano v kartuši:
|                |         |     |        |
| \| \| \| \| \| |         |     |        |
|                |         |     |        |
| M18            | T28 · r | nfr | t · Z2 |

| M18 | T28 · r | nfr | t · Z2 |

|                |         |     |        |
| \| \| \| \| \| |         |     |        |
|                |         |     |        |
| M18            | T28 · r | nfr | t · Z2 |

| M18 | T28 · r | nfr | t · Z2 |

Neferhotepa III.  je po njegovi kratki vladavini nasledil podobno kratkoživ faraon  Seankhenre Mentuhotepi.